# Geisha (jeu vidéo)
Geisha est un jeu vidéo d'aventure développé et édité par Coktel Vision en 1990 sur Amiga, Atari ST et DOS. Le jeu a été écrit et dirigé par Muriel Tramis, qui avait précédemment réalisé un autre jeu teinté d'érotisme, Emmanuelle (1989).

## Synopsis
L'action se passe en 1993. Le narrateur, un français, se rend au Japon pour enquêter sur la disparition d'une amie, Eve, kidnappée par un bio-cybergénéticien surnommé Dragon Lubrique. Installé dans une chambre d'hôtel de Ginza à Tōkyō, il part à la recherche d'informations dans le but de s'introduire dans le complexe retranché du scientifique.

## Système de jeu
Geisha se laisse découvrir en 8 chapitres : séduire, caresser, soumettre, exciter, déshabiller, pénétrer, crier et jouir. Chaque épisode est associé à un challenge particulier qui prend la forme d'une énigme, d'un jeu de réflexion ou d'un jeu d'action. La progression est très linéaire et pas plus d'une dizaine d'objets devront être utilisés au cours de l'aventure. La chambre d'hôtel est quasiment le seul lieu qui présente un semblant d'exploration.

## Les épreuves
Parmi les épreuves, il y a un dérivé du Mastermind dans lequel les pions de couleurs sont remplacés par des chiffres. Après chaque tour, les caresses d'une jeune femme sur l'hologramme du narrateur sont censées signifier le nombre de bonnes réponses. Ce système d'indice est assez obscur et le joueur fait mieux de compter sur dame chance. Le 3e chapitre propose une variante de jeu de levées. La partie se joue en deux manches gagnantes. Dans le chapitre suivant, il faut aider une pêcheuse de perles, Oko, à retrouver des pierres précieuses dans une collection sous-marine privée. Le challenge prend l'allure d'un jeu de tir : la jeune femme prend un bain de minuit dans le bassin en vue de profil et le joueur doit tirer sur les requins et les raies qui la menace à l'aide d'un harpon (un simple viseur à l'écran). Le joueur contrôle également les déplacements verticaux de la nageuse (sur quatre paliers) afin de contourner les dangers, ramasser les perles au fond du bassin et reprendre de l'oxygène à la surface. Dans le 5e chapitre, un autre femme, Kiné, met sa pudeur en jeu dans un pierre-feuille-ciseaux (ici, statue-éventail-katana) qui tient surtout d'une épreuve de réflexes : le joueur connait la bonne réponse à l'avance et il doit stopper un curseur qui défile à vive allure sur les trois réponses possibles au bon moment. L'épisode suivant propose un pseudo-shoot them up en vue dessus. Le joueur contrôle un vaisseau et doit faire son chemin jusqu'à la sortie, dans trois niveaux labyrinthiques. Le joueur aura aussi quelques secondes pour reconstituer un puzzle.

## Accueil
La presse spécialisée a parfois pointé le manque d'intérêt du jeu. L'intrigue est assez peu développée et le jeu vaut surtout pour son climat érotique, explicite mais pas (trop) vulgaire, peu courant dans un jeu commercial de ce type. La réalisation est jugée d'un niveau correct avec des visuels plutôt jolis (32 couleurs au plus), comprenant quelques vidéos digitalisées.
- Génération 4 67% • Joystick 84% • Tilt 9/20 (version DOS)[3]

## Équipe de développement
- Concept : Muriel Tramis
- Programmation : Philippe Lamarque (M.D.O.)
- Graphisme : Pascal Pautrot, Pierre Gilhodes, Thierry Perreau, Yannick Chosse
- Musique : Frédéric Motte
- Effets sonores : Robin Aziosmanoff

Muriel Tramis et son équipe a par la suite développé d'autres jeux d'aventure, jugés plus aboutis, comme Fascination, Gobliiins (1991) ou Lost in Time (1993).